# Witley
Witley est une ville de 8 130 habitants située dans le district de Waverley, dans le Surrey.

## Personnalités liées
- Lionel d'Anvers, Lord of the Manor de Witley.
- David Lloyd George, propriétaire d'une résidence secondaire à Witley.
- George Eliot, vécu les dernières années de sa vie à Witley.
- John Saint-Hélier Lander, décédé à Witley.
- Terry Scott, résidant de la ville de Witley.

## Lien externe

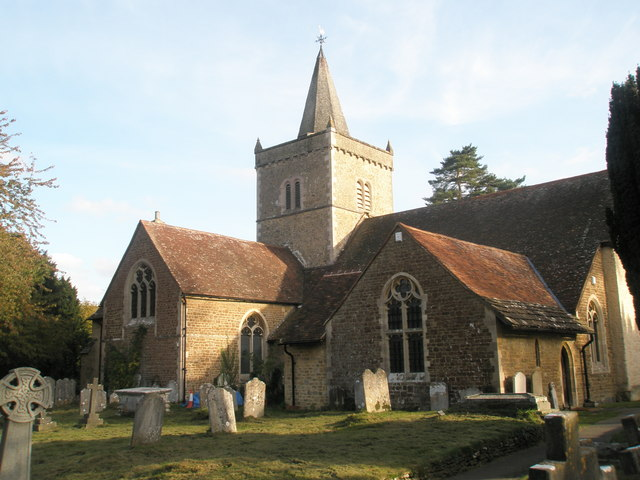
L'église de Witley.

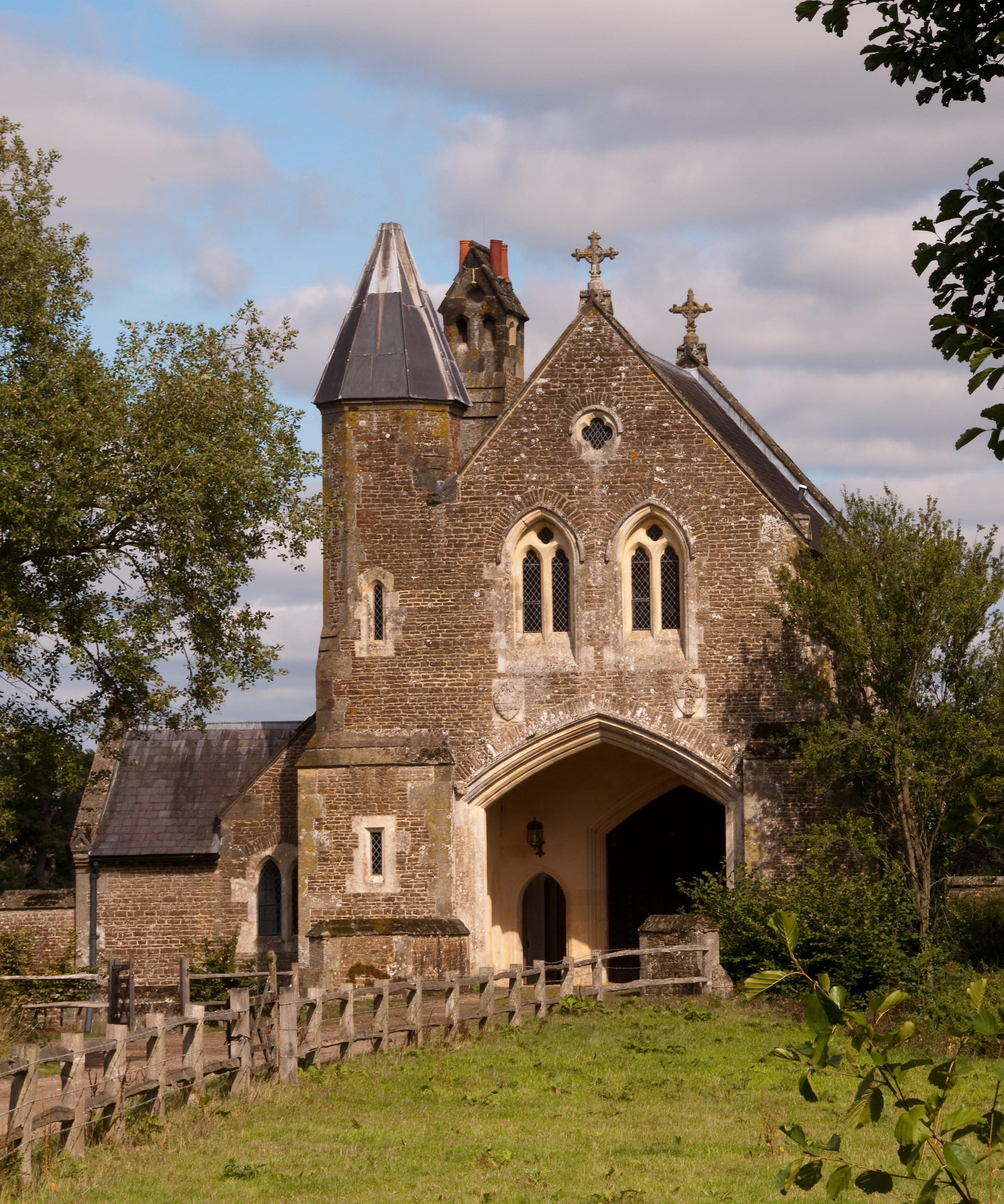
Monument médiéval à Witley.

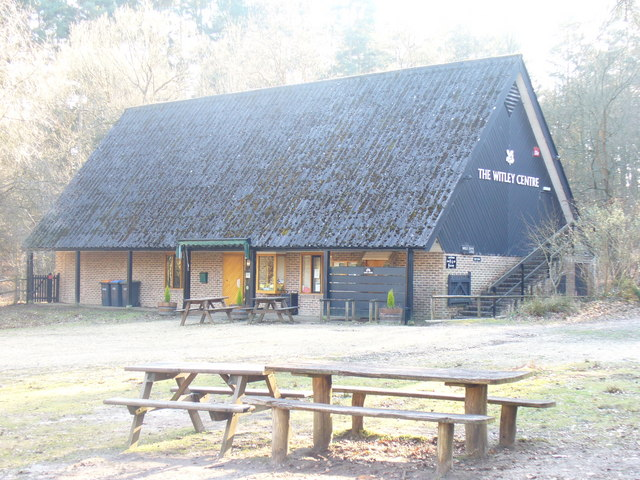
Centre d'information de Witley.